# Xã Ouachita, Quận Hot Spring, Arkansas
Xã Ouachita (tiếng Anh: Ouachita Township) là một xã thuộc quận Hot Spring, tiểu bang Arkansas, Hoa Kỳ. Năm 2010, dân số của xã này là 660 người.